# Maestro de ceca
Un maestro de ceca, maestro de moneda o maestro de la casa de moneda (latín: magister monetae o monetarius) era un cargo clave en la gestión de una ceca o casa de moneda, un monedero responsable de la acuñación de monedas. Era un título que se otorgaba generalmente al máximo responsable de una instalación de producción de monedas. Sus funciones se definían de forma diferente según la época y el lugar. Al ayudante del maestro de ceca se le denominaba oficial de ceca.
Aunque el término maestro de ceca se utilizó hasta el siglo XIX, en realidad hunde sus raíces en la Antigüedad tardía y la Edad Media y estuvo muy arraigado durante el Renacimiento, es decir, en aquellos periodos históricos en los que un Estado solía tener más de una ceca. 
Los maestros de ceca se convirtieron en figuras aún más exclusivas con la formación de los estados nacionales, en los que los nuevos gobiernos trataron de centralizar las cecas, normalmente en las capitales.
Por lo general, al maestro de ceca se le encomendaban no sólo diversas tareas administrativas y la gestión del taller de acuñación, sino también propuestas de nuevas monedas que debían someterse al juicio del personal o institución competente pero, sobre todo, al juicio final y definitivo del soberano.

## Antigüedad

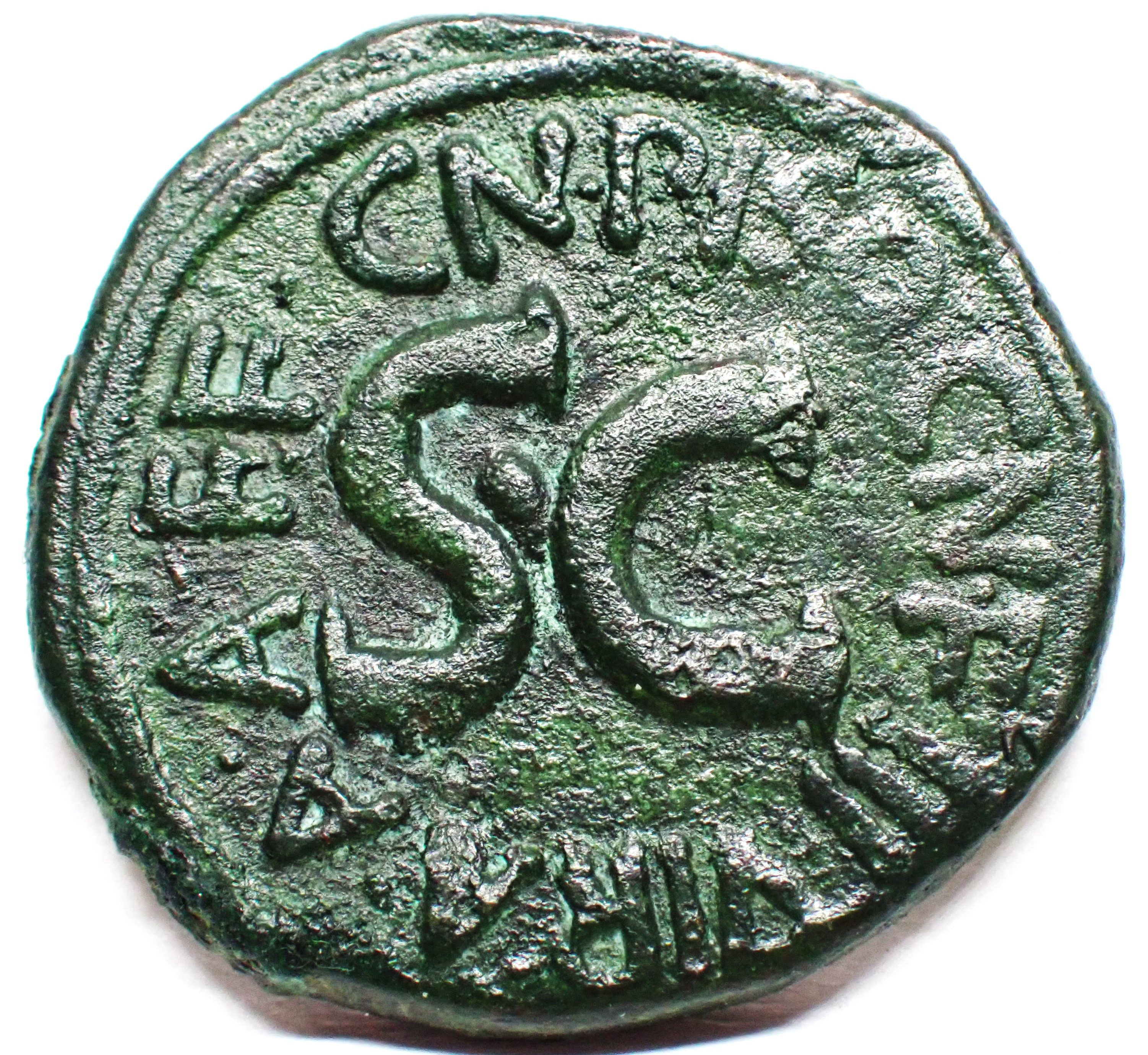
As de Augusto. Rev. III VIR AAA FF.

Los maestros de la ceca en la Antigua Grecia solían ser leiturgen, es decir, ciudadanos que utilizaban sus bienes para realizar tareas públicas.
Poco se sabe sobre las tareas del maestro de ceca griego a principios del período bizantino. En el caso de diferentes monedas de diferentes ciudades, se pueden encontrar similitudes en los métodos de firma y acuñación. Por lo tanto, se puede concluir que un maestro de ceca acuñó las monedas para muchas ciudades diferentes.
Es posible que el cargo de maestro de ceca fuera un puesto anual en el Imperio romano temprano desde la primera guerra púnica, pero este planteamiento parece demasiado pronto. Durante la segunda guerra púnica, en 216 a. C., un colegio de tres hombres se encargaba de la adquisición de moneda. De estos tresviri mensarii surgieron los posteriores maestros de ceca. Según Theodor Mommsen, estos tresviri se introdujeron junto con el sistema de denarios a finales del siglo III a. C..
A partir de la República tardía, un colegio de tres maestros de ceca, los Tresviri aere argento auro flando feriundo (III.VIR.AAAFF), o IIIviri monetales para abreviar, también conocidos como Treviri o Triumviri (singular: Tresvir monetalis), era responsable de supervisar la acuñación de monedas. Los maestros de ceca eran nombrados por el cuestor.
El cargo de maestro de ceca sólo está documentado como cargo anual desde el siglo I a. C.. Julio César aumentó el número a cuatro, Augusto lo redujo de nuevo a tres. Los treviri monetales se remontan al siglo III.
En la época imperial, los procuradores imperiales ejercían la supervisión de hasta 20 cecas. Es dudoso que el Senado tuviera algo que decir al respecto.

## Edad Media
La necesidad de moneda era relativamente baja en la época merovingia. El maestro de ceca producía monedas en pequeños talleres, trabajando solo o con la ayuda de unos pocos ayudantes, y se encargaba de los metales preciosos necesarios. Durante la época carolingia, la acuñación pasó a ser tarea de oficiales nombrados por la realeza.
Durante la Alta Edad Media, en Alemania fueron sustituidas por la Münzerhausgenossenschaft, o cooperativa de casas de acuñación. Sus miembros procedían de las filas de los burgueses ricos: normalmente mercaderes, comerciantes de metales preciosos, cambistas u orfebres, que a su vez nombraban a uno de ellos como Münzmeister, el maestro de ceca. Por su trabajo, los miembros de la cooperativa recibían una parte de los beneficios de la acuñación. También gozaban de ciertos derechos y privilegios, como el monopolio de la compra de plata y oro, la exención de derechos de aduana e impuestos y la jurisdicción independiente en materia de acuñación. Estas cooperativas conocieron su apogeo en los siglos siglo XIII y siglo XIV.
A finales de la Edad Media, las cooperativas de casas de acuñación desaparecieron, ya que la acuñación pasó a manos de los soberanos de los estados o de las ciudades. El Münzmeister era ahora un operador independiente que determinaba el peso, el contenido en metales preciosos, el señoreaje y su propia cuota, mediante acuerdos con sus señores. Junto a las minas y los astilleroa, las casas de moneda se habían convertido en los mayores negocios de su época.
Las ciudades-estado del norte de Italia, en cambio, no arrendaban sus cecas, sino que empleaban a maestros de ceca elegidos como oficiales.
El ayudante del maestro de ceca prestaba juramento como maestro de ceca del Sacro Imperio Romano Germánico. Poseía derechos especiales y se le denominaba Münzohm, Münzgeselle o Reichsohm.
De la Hispania visigoda se han encontrado documentos del siglo VII donde se mencionan talleres de orfebres en el propio palatium real lo que indica una tendencia centralizadora de la acuñación de moneda. Será a finales del siglo XIV cuando el maestro de ceca va perdiendo las tareas de control financiero, en favor del tesorero

## Edad Moderna
Con la transición a la era moderna, los empresarios locales y sus casas de moneda adquirieron cada vez más importancia. Surgieron dinastías de maestros de ceca y los arrendamientos se prolongaron durante generaciones. En los siglos siglo XVII y siglo XVIII, aumentó el número de arrendatarios de cecas judíos en el negocio de la acuñación, entre otras cosas porque su afiliación religiosa a veces restringía seriamente su acceso a otras profesiones.
Un problema importante del arrendamiento de la ceca era el envilecimiento de las monedas, que se utilizaba para financiar guerras, sobre todo en la época del absolutismo. Antes y durante la guerra de los Treinta Años, el envilecimiento de las monedas fue provocado, por ejemplo, por los Kipper y los Wipper, y en épocas posteriores por Veitel Heine Ephraim, el famoso judío de la corte berlinesa, que posibilitó así la guerra de los Siete Años.
En Austria y Alemania, el establecimiento de un sistema estatal de acuñación de moneda comenzó muy pronto, durante el periodo de los Habsburgo. En Austria se creó el cargo de maestro de ceca supremo hereditario o münzmeister, que establecía que era un oficial con un sueldo fijo y sin participación en los beneficios. También en Bohemia, el cargo de maestro de ceca supremo ('münzmeister) era desempeñado por condes y nobles, que también estaban a cargo de la supervisión de todas las minas y yacimientos del reino.
Además del Münzmeister, había otros funcionarios de la casa de moneda, como el maestro herrero, el troquelador y el acuñador. El Münzwardein o ensayador (en latín, wardinus) era el encargado de asegurarse de que la acuñación se realizaba correctamente a partir de la aleación adecuada. También tenía que tomar muestras que se presentaban al Probationstag (comisión de muestreo) de acuerdo con la normativa oficial. La comisión de muestreo estaba constituida por miembros de la corte real o de la alta burguesía local o sus representantes.
En Inglaterra, los maestros de ceca siguieron siendo empresarios hasta la segunda mitad del siglo XIX, en Francia y los Países Bajos incluso durante más tiempo. 
El cargo de maestro de ceca (inglés: master of the Mint) surgió por separado, primero para el Reino de Inglaterra y el Reino de Escocia y luego conjuntamente para el Reino de Gran Bretaña y el Reino Unido, permaneciendo en vigor desde la Edad Media hasta el siglo XIX. Hasta 1699 el cargo se concedía "de por vida", pero se suprimió en 1879, cuando sus funciones fueron absorbidas por el ministro de Hacienda, con lo que el puesto pasó a ser aún más gubernamental.
El cargo de Maestro de la Casa de la Moneda (en inglés: Master of the Mint) surgió por separado primero para el Reino de Inglaterra y Escocia y después conjuntamente para el Reino de Gran Bretaña y el Reino Unido, permaneciendo en vigor desde la Edad Media hasta el siglo XIX. Hasta 1699, el cargo era "vitalicio"
Durante el Interregno (1643-1660), el último maestro de ceca de Carlos I, sir Robert Harley, juró lealtad al Parlamento y se le permitió conservar su cargo. Tras su muerte en 1656, Aaron Guerdon fue nombrado en su lugar.

## Marcas de maestro de ceca
En muchos momentos, las monedas se acuñaban con una marca del maestro de ceca que podía ser mediante un símbolo o unas letras que pudieran identificarlo, situada en el cuerpo o en el exergo. Normalmente están algo ocultas en forma de rosetas, ganchos zain, monogramas o abreviaturas de nombres. Como las monedas pueden llevar también la firma del grabador, existe riesgo de confusión.
En España, se solía incluir estas marcas en las acuñaciones de la Corona de Aragón, y también en la Corona de Castilla desde 1497 se grababa una marca que identificaba al ensayador de las acuñaciones de monedas de plata y oro.